# 루카 안토니니
루카 안토니니(이탈리아어: Luca Antonini, 1982년 8월 4일 ~ )는 이탈리아의 전 축구 선수이다. 양쪽 측면에서 모두 뛸 수 있는 풀백이었다.

## 클럽 경력

### 초기 경력
안토니니는 본래는 윙어로 밀란에서 선수 경력을 시작했으며 11년간 유스팀에 있었다. 2001-2002 시즌이 시작하면서 프로 생활 첫 데뷔를 한 세리에 C2에 있던 프라토로 임대되었고 26경기에 출전하여 3골을 넣었다. 다음해에 안코나로 임대를 가있는 동안에 첫 세리에 B 시즌에 17 경기에 출전을 하여 1골을 넣었다. 팀은 세리에 A로 승격이 됐고, 안토니니는 시즌 후반기에 정기적으로 출전하며, 안토니니는 팀의 승격에 대한 기여가 컸다.

## 수상 경력
밀란
- 세리에 A (1): 2010–11
- 수페르코파 이탈리아나 (1): 2011